# Nậm Búng
Nậm Búng là một xã thuộc huyện Văn Chấn, tỉnh Yên Bái, Việt Nam.
Xã Nậm Búng có diện tích 96,44 km², dân số năm 2019 là 3.901 người, mật độ dân số đạt 41 người/km².